# Église Saint-Médard de Maisse
L'église Saint-Médard de Maisse est une église paroissiale catholique, dédiée à saint Médard, située dans la commune française de Maisse et le département de l'Essonne.

## Historique
L'église est construite au XIIe siècle et au XVe siècle.
Depuis un arrêté du 28 septembre 1926, l'église est inscrite au titre des monuments historiques.

## Description
L'église, de style gothique, est très lumineuse et possède des belles voûtes d'ogives et des chapiteaux corinthiens.
L'église contient des fonts baptismaux du XVIe siècle et un vitrail de 1882 représentant Saint Louis rendant la justice sous un chêne.
Éléments classés :
- Épitaphe d'Etienne Ingrain, meunier, XVIe siècle (classé MH le 10 février 1923)
- Bas-relief "la mise au tombeau", placé au-dessus du tympan du portail (classé MH le 06 juillet 1907)

## Liste des prêtres curés ayant exercé dans l'église Saint-Médard
- Georges Hutteau (1729-1802), prêtre curé de l'église Saint-Médard de Maisse en 1770-1772.

## Pour approfondir